# Diana Elbaum
Diana Elbaum est une productrice de cinéma belge.

## Récompenses
- 2004 : Étoile d'or du producteur.